# Caso locativo
O caso locativo é um caso gramatical geralmente usado para indicar o nome referente a um lugar.

## Ocorrências
O caso locativo ocorre nos idiomas grego, latim, japonês, tcheco, eslovaco e no russo dentre outros.

## Locativo em alguns idiomas
Em Português, ele aparece em construções frasais, geralmente regido pela preposições em ou pelas contrações no, na, nos, nas. Ele também aparece marcado pelo pronome onde em frases como:
- Onde você está, meu filho?
- Aonde você vai?

Também pode aparecer juntamente com as contrações naquele (em + aquele) e flexões.
- Fábio, deixei a mensagem naquele lugar onde você costuma ler seus gibis.
- Gosto de sentar naquela mesa que fica perto do ventilador.

Em Japonês, esse caso é marcado pela posposição に (pronúncia: ni).
Em russo, há ainda o uso do caso locativo, que embora tenha sido unificado com o caso prepositivo, ainda é utilizado de forma irregular.